# Pollution sonore

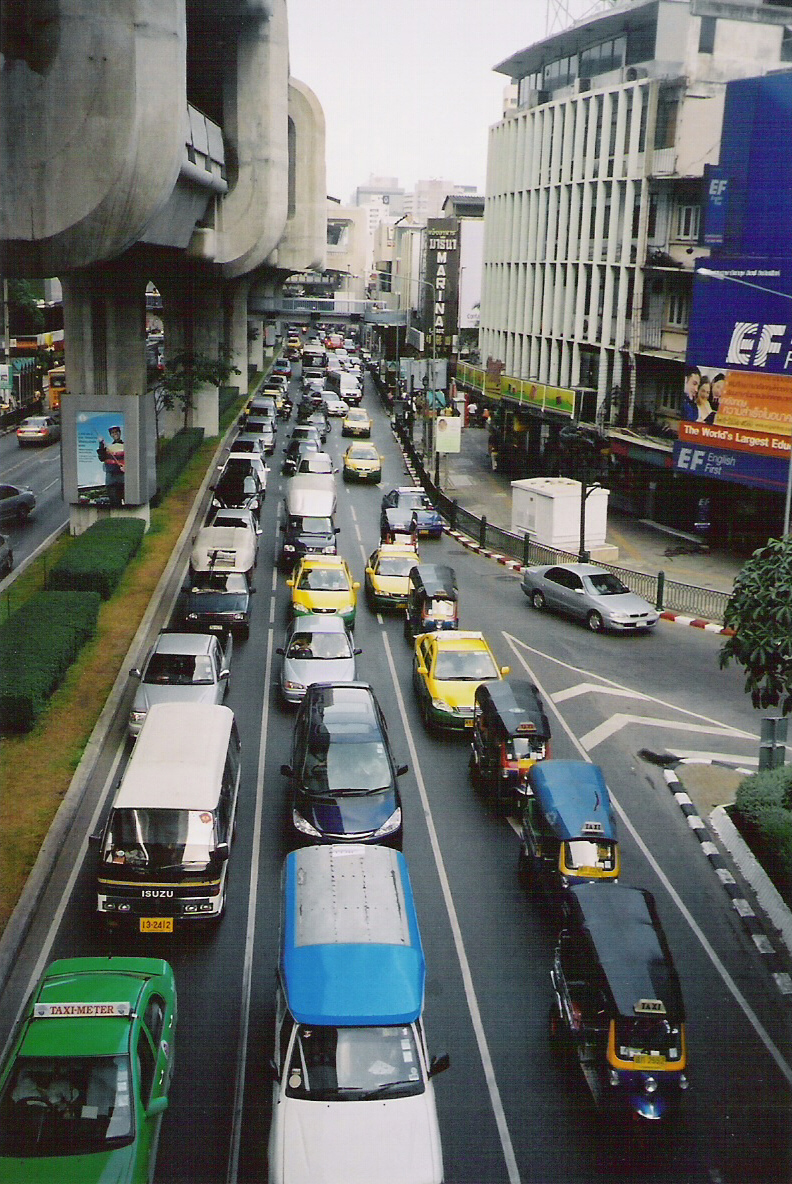
Selon G. Dutilleux (2012), dans l'environnement, l'essentiel des nuisances sonores provient des transports terrestres et en particulier du trafic routier (ici, à titre d'exemple : vue de la circulation automobile urbaine à Bangkok, source majeure de nuisances sonores.

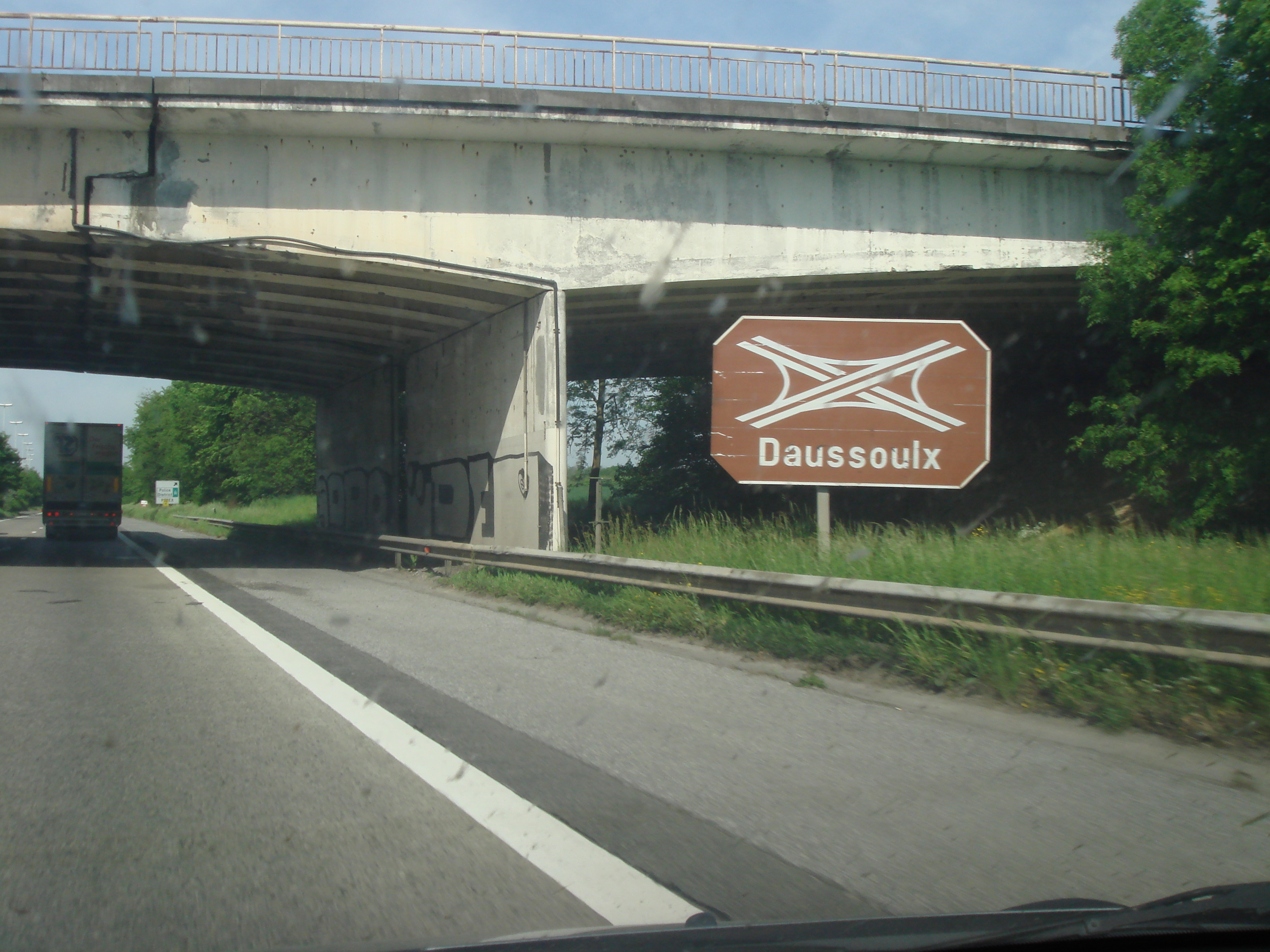
L'échangeur de Daussoulx en Belgique ; autre exemple de source de nuisances sonores.

La pollution sonore regroupe des nuisances sonores, et des pollutions induites par le son. Elle est néfaste pour la qualité de vie et la santé des humains et d'autres animaux. Elle peut également perturber les écosystèmes.
Selon l'OMS, un Européen sur cinq est régulièrement exposé à des niveaux de bruit nocturnes dépassant la limite d'exposition annuelle moyenne en 2009 à cause du bruit des transports routiers, ferroviaires et aériens. Selon le docteur Srdan Matic, « le bruit s'est imposé comme la principale nuisance environnementale en Europe, et la population se plaint de plus en plus souvent d'un bruit excessif ». En 2024, en Île-de-France, 80 % des habitants sont exposés à un bruit dépassant les recommandations de l'OMS.

## Caractéristiques
Une grande partie de la population urbaine mondiale est confrontée à des nuisances sonores, en particulier les riverains de routes, de voies ferrées, d'aéroports, de ports et de certaines usines ou zones d'activité. Les nuisances sonores peuvent aussi provenir de voisins bruyants, de discothèques, ou de carrefours très fréquentés.
Dans certains pays comme les Etats Unis et la Chine, le bruit est la première source de plaintes et l'une des premières sources de conflits, au travail, entre voisins, entre collectivités et usagers. Le bruit est ainsi une des premières causes de plaintes individuelles en Europe. Plusieurs grandes associations se sont formées autour d'aéroports pour lutter contre des niveaux sonores jugés par elles insupportables.

### Sources principales
Les nuisances et pollutions sonores peuvent résulter de trois sources principales :
- transports : trafic aérien et aéroports civils et militaires, voies ferrées, voies routières, sources mécaniques mobiles homologuées (automobiles, klaxons, camions, trains, manœuvres, véhicules non conformes aux législations[9] : autos, motos, cyclomoteurs, scooters, mini motos, jet ski, etc.) ;

- voisinage : musique, cris, bruit de tondeuse, alarme intempestive, feu d'artifice, boîtier ultrason, canon à propane ;
- activités diverses : sources mécaniques continues ou ponctuelles (machines, usines, VMC) ; travaux et chantiers ponctuels ou durables (carrières), manifestations et événements publics (ponctuels ou plus rarement durables) ; des équipements sportifs (stands de tir, kartings, jeux de pétanque…) ; sources animales (aboiement, élevage, refuge), téléphone mobile dans les lieux publics dont les salles de cours, de conférences, de concerts et les transports en commun ; baladeurs numériques trop puissants dans les transports en commun ; musique qui reproduit des sons de batterie, en particulier des rythmes redondants aux fréquences basses. Ces sons, en basse fréquence, passent au travers des murs et des vitrages alors que le reste des fréquences plus élevées est en majeure partie stoppé ; voix criées, par opposition aux voix conversationnelles ou chantées.

### Facteurs aggravants

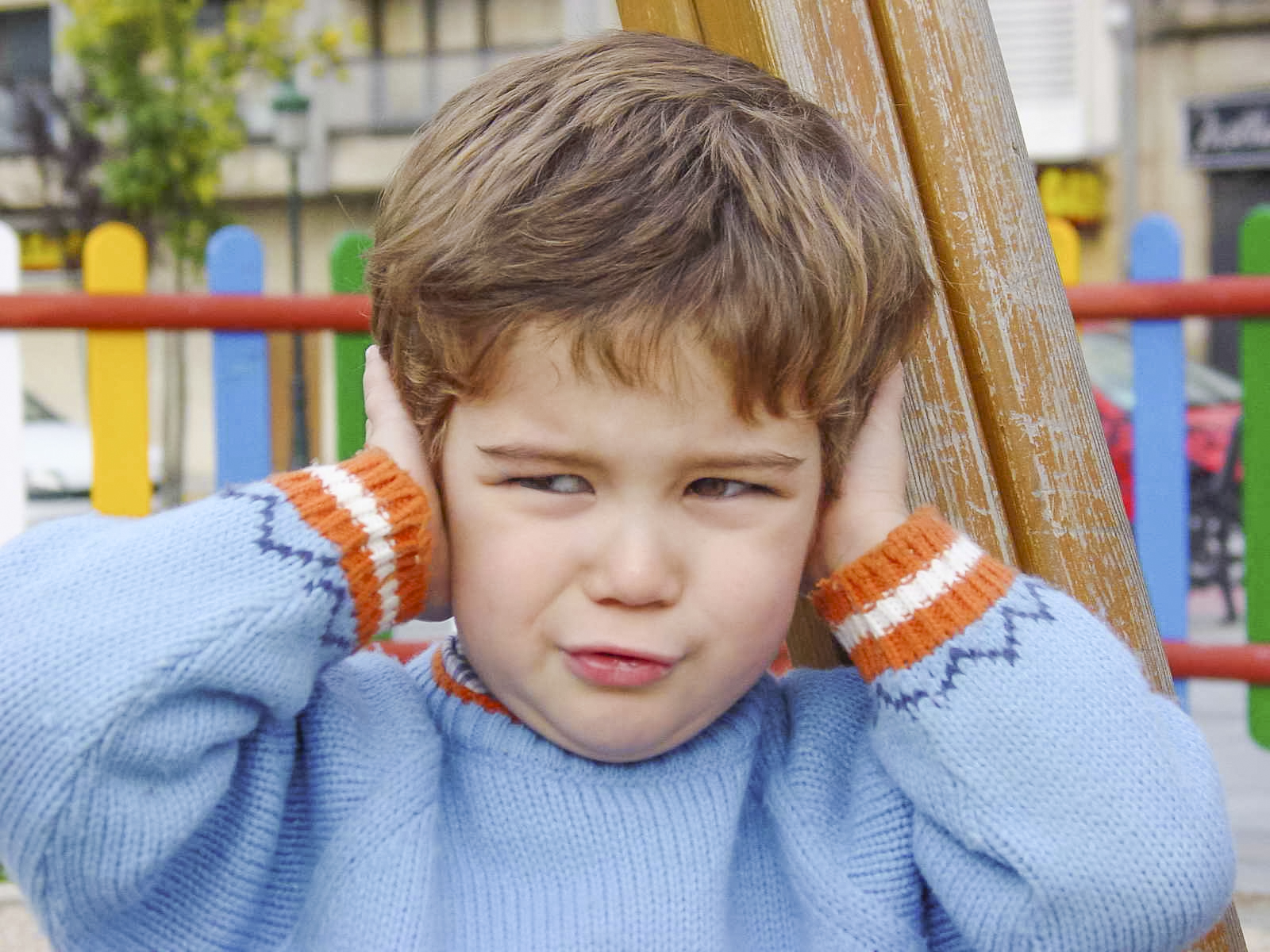
Les jeunes oreilles sont sensibles, et certaines personnes sont hypersensibles au bruit (cas fréquent chez les individus autistes).

- Défaut d'isolation phonique, absence de murs anti-bruits ;
- Matériaux phoniquement réverbérants (réfléchissants), qui peuvent dans certains cas exposer au bruit des locaux ou zones qui ne le seraient normalement pas ;
- Hypersensibilité auditive, ou hyperacousie. Certains symptômes de l'autisme[11] ou certaines maladies (migraines...)[12],[13] peuvent décupler la sensibilité au bruit des individus concernés.

## Impact économico-environnemental
En France, le coût du seul impact humain de la pollution sonore des transports est estimé à 57 milliards d'euros par an, soit environ 3 % du PIB national en 2016. Du côté immobilier, la pollution sonore induit une décote annuelle de 7,1 milliards d'euros.
Selon Bruitparif (2021), la pollution sonore est « responsable d'un coût social de 43 milliards d'euros au sein de la région Île-de-France » (notamment en aggravant les risques cardiovasculaires et de diabète, en diminuant la capacité d'apprentissage, sur des territoires subissant souvent aussi la pollution de l'air).

### Enjeux et constats
Au cours de l'évolution, et via la sélection naturelle, les animaux ont développé divers mécanismes pour faire face à un bruit de fond naturel (le vent, la pluie, les chants d'autres espèces…), mais depuis quelques décennies, certaines activités humaines génèrent de nouveaux types et intensité de bruit, qui peuvent sous l'eau tuer des animaux, et de manière générale fréquemment influer sur l'audition et sur la communication acoustique de nombreuses espèces animales.
Ces conséquences peuvent aussi s'appliquer à l'humain, en effet, l'inconfort auditif provoque une difficulté de communiquer dans la société et impacte les fonctions cognitives et linguistiques. Ces dernières peuvent modifier le niveau de performance de l'apprentissage essentiel tel que la lecture et l'écriture en conduisant à des confusions de sons similaires. Il est ainsi commun de voir des effets sur les personnes tel que parler plus fort et s’habituer au bruit quotidien (musique, transport, construction, transport…).
Il existe une altération anthropique de plus en plus forte et rapide de l'« environnement sonore ». Ainsi, une étude conduite par Buxton et al. publiée par la revue Science en mai 2017 montre qu'aux États-Unis, ce bruit d'origine humaine est responsable d'un doublement du niveau de bruit de fond naturel dans la majeure partie (63 %) des zones protégées. Une pollution sonore diffuse mais significative affecte de nombreuses zones d'habitat essentielles à la survie d'espèces en voie de disparition (14 % de ces zones présente un niveau sonore au moins décuplé par rapport au bruit de fond naturel). Le bruit de fond a été multiplié d'un facteur 10 ou plus dans 21 % des milieux théoriquement protégés par leur statut de réserves naturelles (près d'un quart du total). Dans ces cas, les niveaux sonores connus pour interférer avec l'expérience des visiteurs humains sont atteints ou largement dépassés. Le niveau de bruit y dépasse aussi les seuils de perturbation de la faune, ou affectant la bonne santé de l'écosystème et modifiant la composition des communautés d'animaux (avec peut-on supposer des effets indirects sur la flore et la fonge). Les zones protégées qui ont les réglementations les plus strictes (réserves intégrales notamment) présentaient néanmoins nettement moins de bruit anthropique. Aux États-Unis, les sources de bruit qui affectent le plus les aires protégées sont les transports (terrestres, aériens et sur l'eau) et les activités socioéconomiques, extractives notamment (foresterie, carrières…). Les auteurs estiment que ces données devraient permettre de mieux cibler les mesures à prendre pour atténuer le problème.
De nombreux travaux portent sur la pollution sonore dans les océans, et ses effets sur la faune et la flore,,.

### Conséquences
Elle pourrait remettre en cause la possibilité d'ajustements adaptatifs des systèmes de communication animale. Or cette dernière est impliquée dans les comportements tout à fait vitaux pour les espèces, dont la communication avec les petits, l'alerte, la cohérence d'une colonie, la reproduction, etc. La pollution sonore peut ainsi affecter le succès de reproduction ou de survie des espèces exposées au bruit. Une ambiance sonore dégradée influe sur la taille du territoire utilisé par un oiseau, et est une source de stress pour lui, et peut le forcer à adapter son chant à différents types de bruits, et souvent à chanter plus fort, notamment en ville ou le contraindre à surexploiter des micro-habitats. Une étude (2015) a porté sur le bruit qui semblait diminuer l'espérance de vie des moineaux, et a trouvé que les chromosomes de ceux qui étaient exposés au bruit durant la période de reproduction, présentaient des télomères effectivement plus courts que ceux non exposés, de même pour des poussins élevés en environnement bruyant (expérience faite par le Centre d'Études Biologiques de Chizé (CNRS), démontrant un vieillissement cellulaire anormal). D'autres espèces ont une communication acoustique affectée ; c'est le cas (expérimentalement démontré) de la rainette verte : le bruit routier entraîne une diminution de l'activité des mâles chanteurs (d'autant plus que le bruit est fort).
Le bruit urbain, industriel et routier force de nombreux oiseaux à modifier leur chant, ; le bruit du trafic routier (autoroute par exemple) est ainsi lui-même devenu un facteur « physique » de fragmentation écologique qui peut ainsi faire disparaître les oiseaux chanteurs aux abords des routes très fréquentée. Certaines espèces d'oiseaux ont survécu en zone urbaine bruyante, mais en modifiant leur chant. Un autre facteur est la situation « sociale » du mâle. S'il est seul, il est fortement affecté, s'il est dans un groupe (chant en chœur), il semble moins sensible au bruit, peut-être car stimulé par la colonie. Chez la rainette, les mâles n'ont pas montré de capacité à adapter la structure temporelle de leurs appels ni la fréquence du chant pour en augmenter l'efficacité (en matière de transfert d'information).
Mieux comprendre et évaluer les capacités des espèces à adapter leurs systèmes de communication aux pollutions sonores serait utile pour les stratégies de conservation de la nature, d'autant que certaines espèces sont perturbées par des ultrasons ou infrasons inaudibles pour l'Homme. Chez la plupart des espèces on peut distinguer des impacts directs et immédiats (par exemple, la perte d'acuité auditive momentanée, voire la destruction d'organes) et des impacts indirects sur le long terme (dont interactions avec le comportement de chasse, social ou de reproduction chez les espèces qui communiquent ou écho-localisent leurs proies avec le son ou des chants (baleines et autres cétacés en mer, oiseaux chanteurs ou amphibiens à proximité de sources de bruit, etc.). Ainsi le bruit de la circulation interfère négativement avec le chant d'amphibiens qui ne peuvent plus communiquer normalement. Deux amphibiens Odorrana tormota et Huia cavitympanum intriguaient les biologistes car ils possèdent des membranes tympaniques encastrées. Elles leur permettent a priori d'entendre les ultrasons, qu'ils peuvent aussi émettre. Existent donc des conséquences directes et indirectes sur les écosystèmes là où les espèces animales sont affectées : dépeuplement, déséquilibres écologiques, modification des réseaux trophiques, dégradation ou fragmentation écologique de l'habitat, mortalité des baleines ou autres cétacés, et traumatismes divers. Des indices scientifiquement documentés laissent aussi penser que dans certaines conditions les ultrasons pourraient synergiquement avec d'autres facteurs environnementaux perturber la maturation sexuelle d'oiseaux (selon des expériences faites sur des poulets au début des années 2000),, par un processus encore non compris.

### Pollution sonore sous-marine
Des preuves scientifiques montrent que certains bruits produits sous la mer par les activités humaines perturbent et affectent parfois mortellement (directement ou indirectement) certaines espèces terrestres et aquatiques. Les sources de bruit et vibrations sous-marines sont le trafic maritime, la plupart des systèmes de positionnement ou géopositionnement sous l'eau (qui utilisent des signaux acoustiques), la prospection sismique, forage sous-marin, l'utilisation de sonar et de certains dispositifs de télémétrie, certaines expériences océanographiques, les guerres ou le « pétardage » de munitions immergées ou de munitions non explosées sur le littoral, ou encore explosion ou vibrations provenant de la côte et se propageant dans l'eau.
La France, à la suite du Grenelle de la mer et via la loi Grenelle II, la reconnaît officiellement depuis 2010 comme l'une des formes de pollutions marines, qu'il s'agisse de « l'introduction directe ou indirecte dans le milieu marin ». Il est lié au fait que de nombreux animaux (mammifères marins cétacés en particulier,) utilisent le son pour communiquer et pour chasser (par écholocalisation), ce qui compense le fait qu'il n'y a plus de lumière sous une certaine profondeur et que l'eau chargée de plancton ou turbide transmet mal la lumière.
La qualité de portance du son de l'eau de mer leur facilite cela, mais explique aussi les impacts des bruits anthropiques sous l'eau, car les données issues de la bioacoustique et de l'Étude acoustique du bruit de mer (bruit de déferlement des vagues) montrent que :
- les animaux marins bénéficient d'un son se propageant environ quatre fois plus vite dans l'eau que dans l'air (1 500 m/s contre 340 m/s) ;
- les sons composés de basses fréquences se propagent plus loin que ceux composés de hautes fréquences (phénomène d'absorption : à 100 Hz, baisse de 10−4 dB/km et à 10 000 Hz, baisse de 1 dB/km) ;
- la surface se comporte comme un réflecteur acoustique, renvoyant près de 100 % des sons qu'elle reçoit, en raison du différentiel élevé d'impédance acoustique du son dans l'eau (420 kg m−2 s−1) et dans l'air (1 500 000 kg m−2 s−1) ;
- s'il est peu poreux, le fond se comporte presque comme un « [miroir acoustique » ;
- certaines interfaces entre des couches stables salées (et donc denses) avec des couches moins salées ou de température différente (stratification thermique piègent aussi le son, qui se propage alors horizontalement dans une véritable « nappe sonore ».

Ces phénomènes physiques permettent à certaines baleines de communiquer sur des centaines de kilomètres de distance et à beaucoup d'espèces de se déplacer et chasser efficacement dans le noir total (de nuit ou en profondeur). Mais de nombreux sons d'origine anthropique parfois très intense (explosions déclenchées pour les recherches géologiques ou pétrolières, ou des exercices militaires, bruits générés par certains sonar, moteurs de bateaux, etc. se propagent très loin en parasitant ou agressant le système auditif (voire plusieurs autres organes) des espèces les plus sensibles ; L'exposition à ses sons violents (explosion en particulier) exposent les cétacés à des blessures des organes de l'audition et à une surdité temporaire voire définitive). La pollution sonore sous-marine peut être évaluée par des matériels de type hydrophones et des modèles mathématiques ou informatiques, mais c'est un phénomène encore mal compris et peu étudié : une étude publiée en 2006 par des chercheurs californiens montre toutefois que le Pacifique, dont le trafic maritime et la puissance des bateaux augmentent, est aujourd'hui dix fois plus bruyant qu'en 1964. La configuration du fond et les côtes peut être un facteur aggravant quand ils jouent un rôle de miroir acoustique renvoyant ou concentrant le son (baies, détroit, lagunes…).
La pollution sonore sous-marine est peu abordée par les conférences internationales. Cependant, l'Organe Subsidiaire chargé de fournir des Avis Scientifiques, Techniques et Technologiques (OSASTT ou SBSTTA pour les anglophones) l'inclut dans le document de préparation de la Conférence d'Hyderabad sur la diversité biologique. Parmi les moyens testés pour atténuer les effets du bruit sous-marin émis par le battage des pieux ou de palplanches lors de travaux offshore ou littoraux (par exemple pour le Terminal méthanier de Loon-Plage ou de construction de parcs éoliens marins (ex : Parc éolien offshore Alpha Ventus) figure l'installation d'un rideaux de bulles (bulles d'air compressé). Cette méthode fait l'objet d'un programme expérimental (projet RAVE-Réduction des sons,).
Le groupe norvégien Kongsberg souhaite faciliter l'exploitation pétrogazière, industrielle et halieutique de l'Arctique en immergeant à 200 m de fond un vaste réseau de capteurs/détecteurs fixes communiquant sans fil entre eux et avec des navires ou plates-formes de forage pour leur permettre de suivre les mouvements d'objets immergés (ex icebergs) et de mesurer la taille de leur partie submergée. Les sonars acoustiques prévus émettent dans la bande des 10 à 15 kilohertz. Ce projet suscite en 2016 une polémiques, car présenté comme pouvant réduire le risque de marées noires ou accident, mais source d'une énorme accroissement de bruit sous-marin dans la fréquence utilisée par les dauphins et des baleines signale le bioacousticien Christopher Clark (de l'Université Cornell de New York).

### Coûts sociaux-économiques
Les nuisances sonores ont un coût social. Ce coût est évalué en 2016 à 57 milliards d'euros par an par le CNB dans une étude du Conseil national du bruit (CNB) publiée le 14 juin 2016, et à 16,2 milliards par an rien que pour l'Île-de-France, sur la base d'une déclinaison francilienne de l'étude par Bruitparif (soit 28 % du coût pour toute la France bien que cette région ne représente que 19 % de la population française). Les transports sont le premier responsable (6,9 milliards en région parisienne et 20,6 dans le pays), avec neuf millions de franciliens significativement exposés (dont 3,4 fortement). Le CNB précise que ce coût est sous-estimé car les données disponibles n'ont pas permis de quantifier le coût des effets cumulés ni de certaines nuisances (notamment subies lors des loisirs).
L'exposition professionnelle au bruit excessif aurait parmi ses conséquences des surdités, des accidents du travail induits (de l'ordre de 300 millions d'euros par an). Le déficit de productivité induit par le bruit coûterait environ 4 milliards d'euros par an. L'Île-de-France est aussi la région la plus touchée avec 4,3 milliards/an (22 % du coût pour la France). Outre les effets des bruits de voisinage (1re source citée de gêne, dont le coût a pour la 1re fois été évalué à 3,7 milliards d'euros par an en Île-de-France, soit 32 % des coûts nationaux) l'école souffre aussi du bruit en classe, qui dégrade la concentration des élèves et nuit à la pédagogie (coût évalué à 1,3 milliard d'euros par an en Région parisienne, soit 21 % des coûts nationaux).

### Recherches et développement
Ils se poursuivent en essayant d'améliorer la qualité environnementale des murs anti-bruit, en leur faisant produire des services écologiques (panneaux solaires, etc.) ou des services écosystémiques (végétalisation intégrée ou de plantes grimpantes épurant l'air et l'eau, produisant de l'oxygène et des aménités…). On teste par exemple à Lille, en bordure de périphérique un mur végétalisé (classements A4 en absorption et B3 en isolation), Lauréat du Décibel d'Argent 2011, qui peut aussi être utilisé le long des axes routiers et ferroviaires. Un programme européen soutient ce type de recherche.
À la suite notamment du Livre vert de la Commission européenne, sur la lutte contre le bruit (4 novembre 1996), puis à la suite du Grenelle de l'Environnement, des appels à propositions Bruit et nuisances sonores sont régulièrement produits, avec le Programme de recherche et d'innovation dans les transports terrestres (Predit). Un Centre d'information et de documentation sur le bruit édite des documents d'information, aide et conseil.
En France, l'ADEME propose une page de veille et information sur le bruit, de même que l'ANSES. Le 8 juillet 2010, Chantal Jouanno, secrétaire d'État chargée de l'Écologie, a annoncé de nouvelles mesures contre le bruit et la création d'observatoires du bruit demandé en 2007 par le Grenelle de l'environnement. Une mission d'information sur la lutte contre les nuisances sonores a été créée par la Commission du développement durable et de l'aménagement du territoire et un Guide des maires, un site internet dédié. Elle publie, en juin 2011, dix-neuf propositions dont :
- Développer et une meilleure adaptation des infrastructures de transport, via l'organisation de procédures d'intéressement et de dédommagement des collectivités territoriales concernées ;
- Prendre en compte le coût de l'isolation phonique en amont, dans le cahier des charges des projets d'infrastructures nouvelles ; Depuis le 28 décembre 2011, pour deux ans, à certaines conditions et dans la limite d'un plafond), les travaux d'insonorisation faits par les riverains des aéroports sont pris en charge à 100 % au lieu de 7 999 %[56]. 70 000 logements sont concernés ;
- Concevoir globalement la lutte contre le bruit pour éviter les répétitions ou les incompatibilités, notamment en coordonnant les travaux de protection thermique et acoustique des bâtiments.

Concernant les nuisances sonores générées par les livraisons de fret faites de nuit en milieu urbain, un label, nommé Certibruit porté par l'association Certibruit sera déployé en 2013 après un an de travail d'expérimentation ayant notamment permis d'améliorer la charte livraison de nuit respectueuse des riverains.

## Impact sur la santé humaine
Les conséquences sanitaires sont directes et indirectes et plus ou moins graves selon le contexte :

### Conséquences
Les conséquences directes de la pollution sonore sur la santé humaine peuvent inclure : irritabilité, insomnie, dépression pouvant conduire au suicide, problèmes d'audition allant jusqu'à la surdité passagère ou définitive, hypertension et problèmes cardiovasculaires et hyperacousie.
Une exposition chronique au bruit peut indirectement rendre les gens moins susceptibles de faire de l'exercice, et ainsi nuire à leur santé ; ce qui devrait selon plusieurs études récentes alerter les décideurs et acteurs de la santé publique. Ainsi, une étude suisse entamée en 1991 (basée sur la cohorte SAPALDIA et plus précisément sur les réponses à des questionnaires réguliers de santé de 3 842 participants volontaires) vient de confirmer que les personnes chroniquement exposées au bruit des transports (avions, routes fréquentées…) ont en moyenne une activité physique réduite, ce qui exacerbe le risque de maladie cardiovasculaire, de diabète, d'obésité, d'accident vasculaire cérébral,. La fatigue accrue et le stress seraient en cause. Même en éliminant les effets d'autres facteurs comme l'âge, le sexe, l'indice de masse corporelle (IMC), le statut socio-économique et le style de vie, le tabagisme, la consommation d'alcool et l'alimentation, le bruit contribue à une perte d'années de vie en bonne santé. Les zones où les transports sont les plus bruyants sont aussi celles où en moyenne l'activité physique est plus réduite notamment chez les femmes (qui passent plus de temps au domicile en moyenne que les hommes) et plus encore si elles sont touchées par une maladie chronique ou une somnolence diurne (or le bruit nocturne est cause de somnolence diurne). La baisse d'activité physique est en Suisse de 3 % pour chaque point sur l'échelle de gêne due au bruit. Même de faibles niveaux de nuisances sonores ont été associés à une baisse d'activité physique.

### Synergies
Les sources de bruit sont souvent aussi des sources de pollution de l'air (exemple : bruit routier associé à la pollution routière de l'air, en outre souvent associé à la pollution lumineuse). Ces facteurs de risques peuvent s'exacerber les uns les autres, et les populations pauvres y sont plus exposées.

### Prévalence
Le bruit est dans les sondages régulièrement situé en première place des gênes et nuisances supportées par les Français, et il pose des problèmes aigus autour des aéroports (5 millions de Franciliens touchés selon l'UFCNA, l'Union francilienne contre les nuisances aériennes). Une étude financée par la région Île-de-France a porté sur trente communes de cette région, exposées à des niveaux variés de bruits. Selon ses conclusions (analyse de questionnaires anonymes de 4 400 patients suivis par 78 médecins généralistes de ces communes), publiées le 26 septembre 2007 montrent que l'exposition au bruit est associée dans ce panel à un risque plus élevé d'hypertension artérielle chez les hommes, d'hospitalisation et d'arrêt de travail chez les femmes, à des états anxieux et à une consommation augmentée de médicaments chez les deux sexes. La différence est forte chez les hommes de 40 à 69 ans, concernant la tension artérielle (la prise de médicament est 5,6 fois plus fréquente quand le domicile est survolé par des avions passant à moins de 1 000 mètres). Au même âge, les femmes prennent environ dix fois plus d'anxiolytiques et d'antidépresseurs lorsque leur logement est proche d'un « point noir » ferroviaire. Des corrélations fortes entre l'exposition au bruit et les troubles de l'appétit et du sommeil apparaissent également. Cette étude demande des approfondissements pour déterminer la part du bruit ou de la pollution ou d'autres stress associés à la source du bruit. Cette région demande l'interdiction des vols aériens de 23 heures 30 à 6 heures à Roissy, et Orly.
L'OMS a pour la première fois publié en 2011 la charge de morbidité imputable au bruit ambiant en Europe : une personne sur trois est exposée dans la journée à des niveaux de bruit qui peuvent nuire à sa santé ; durant la nuit, un européen sur cinq est exposé à une pollution sonore si forte qu'il peut en devenir malade. De tous les facteurs environnementaux pouvant causer des maladies en Europe de l'Ouest, le bruit arrive en deuxième place derrière la pollution atmosphérique. Il s'y perd chaque année 61 000 années de vie en bonne santé à cause des maladies cardio-vasculaires causées essentiellement par le bruit des transports (ce qui équivaut au nombre d'années de vie en santé perdues à cause de l'asthme associée à la « fumée secondaire » (fumée émise par le bout incandescent de la cigarette).

## Instrumentation

### Sonomètres
Le son peut être mesuré dans l'air à l'aide d'un sonomètre, un appareil composé d'un microphone, d'un amplificateur et d'un chronomètre. Les sonomètres permettent de mesurer le bruit à différentes fréquences (généralement pondérées en A et C). Ils offrent deux réglages pour les constantes de temps de réponse : rapide (constante de temps = 0,125 seconde, similaire à l'audition humaine) ou lent (1 seconde, utilisé pour calculer des moyennes sur des niveaux sonores très variables).
Les sonomètres répondent aux normes exigées par la Commission électrotechnique internationale (CEI) et, aux États-Unis, par l'American National Standards Institute (ANSI), classés en tant qu'instruments de type 0, 1 ou 2.
Les appareils de type 0 ne sont pas tenus de respecter les mêmes critères que ceux des types 1 et 2, car ils sont utilisés par les scientifiques comme standards de référence en laboratoire. Les instruments de type 1 (de précision) servent à évaluer la précision des mesures acoustiques, tandis que les instruments de type 2 sont destinés à un usage général sur le terrain. Selon les normes, les appareils de type 1 présentent une marge d'erreur de ±1,5 dB, tandis que les instruments de type 2 respectent une marge d'erreur de ±2,3 dB.

### Dosimètres
Le son peut également être mesuré à l'aide d'un exposimètre, un appareil similaire à un sonomètre. Les dosimètres sont utilisés pour mesurer les niveaux d'exposition personnelle dans les environnements professionnels, grâce à leur taille plus petite et leur portabilité. Contrairement à de nombreux sonomètres, le microphone d'un dosimètre se fixe sur le travailleur et surveille les niveaux sonores tout au long d'une journée de travail. De plus, les dosimètres peuvent calculer le pourcentage de dose ou la moyenne pondérée dans le temps (TWA).

### Applications pour smartphones
Ces dernières années, des scientifiques et des ingénieurs audio ont développé des applications pour smartphones permettant de réaliser des mesures sonores, similaires aux sonomètres et dosimètres autonomes. En 2014, l’Institut national pour la sécurité et la santé au travail (NIOSH), au sein des Centers for Disease Control and Prevention (CDC), a publié une étude examinant l’efficacité de 192 applications de mesure sonore sur les smartphones Apple et Android,.
D'autres applications comme Noise Capture sur Android peuvent aussi être utilisées pour la mesure du son.
Les auteurs ont découvert que seulement dix applications, toutes disponibles sur l’App Store, répondaient à tous les critères d’acceptabilité. Parmi ces dix, seulement quatre respectaient les critères de précision avec une marge d’erreur de ±2 dB(A) par rapport au standard de référence.
À la suite de cette étude, le NIOSH a créé l’application NIOSH Sound Level Meter pour augmenter l’accessibilité et réduire les coûts de la surveillance sonore, en utilisant des données issues de la participation collective via une application testée et très précise. L’application est conforme aux exigences des normes ANSI S1.4 et CEI 61672.
L’application calcule les mesures suivantes :
- durée totale d’utilisation ;
- niveau sonore instantané ;
- niveau sonore équivalent pondéré A (LAeq) ;
- niveau maximal (LAmax) ;
- niveau de crête pondéré C ;
- moyenne pondérée dans le temps (TWA) ;
- dose ;
- et dose projetée[76].

Les doses et doses projetées sont calculées sur la base du niveau sonore et de la durée d’exposition au bruit, en relation avec la limite d’exposition recommandée par le NIOSH de 85 dB(A) pour un poste de travail de huit heures.
En utilisant le microphone interne du téléphone (ou un microphone externe connecté), l’application NIOSH Sound Level Meter mesure les niveaux sonores instantanés en temps réel et convertit le son en énergie électrique pour calculer les mesures en décibels pondérés A, C ou Z. Les utilisateurs peuvent générer, enregistrer et envoyer par e-mail des rapports de mesure.
Actuellement, l’application est uniquement disponible sur les appareils Apple iOS.

## Solutions
La mise en place de dispositifs d’isolation phonique (aussi appelée isolation acoustique) permettent de limiter l’exposition des habitants à ces pollutions sonores et donc à diminuer leurs impacts.
Ces dispositifs peuvent se faire par le biais d’écrans de protection acoustique le long des axes routiers à proximité des habitats, notamment sous forme de murs antibruit.
Les logements eux-mêmes peuvent bénéficier d’une isolation phonique plus importante ciblant principalement les vitrages et les parois du bâtiment. Une partie des matériaux utilisés pour cette isolation peuvent être biosourcés et donc disposer d’une empreinte écologique moindre.

## Législations
Dans le domaine de la santé environnementale, le bruit (hors milieu de travail) n'a que tardivement été pris en compte, mais les législations de nombreux pays imposent peu à peu des études d'exposition au bruit et une cartographie du bruit, des restrictions d'intensité sonore (avec parfois une modulation horaire du seuil maximal). Des mesures particulières peuvent être prises (par exemple, limitation du volume sonore lors d'un concert, près d'usines, de routes ou d'aéroport, ou quand cela n'est pas possible, insonorisation ou protection de « logements soumis à un bruit excessif »). Plus rarement, il s'agit de mesures visant à limiter le dérangement d'espèces de la faune sauvage sensibles au bruit, sur terre ou en mer (pour les cétacés).
En France, en juillet 2024, l'Autorité environnementale pointe de trop nombreuses lacunes qui persistent dans la prise en compte des enjeux environnementaux dans les grands projets d'aménagement, en particulier relativement au bruit et à l'eau.
Concernant le bruit sous-marin, rayonné par des activités anthropiques telles que le trafic maritime (navires de surface, sous-marins), la pêche (chalutage…), les études sismiques de recherche géologique et pétrolière, les navires poseurs de câbles ou de pipelines immergés, etc., des études de pression acoustique montrent les types et intensités de bruit générés par les activités maritimes anthropiques, permettant d'améliorer les modèles prédictifs de la pollution sonore sous-marine.
Un projet de vitesse bleue (vitesse limitée à 75 % de la vitesse maximale d'un navire, comme seuil à ne pas dépasser) émerge, visant à protéger la faune marine des bruits les plus excessifs, au profit d'économies d'énergie, de moindres risques de collision en mer (dont avec de grands mammifères marins) et de moindres émissions de gaz à effet de serre. Il a été proposé en 2022 par une étude présentée au Parlement européen et est notamment soutenu par l'IFAW (Fonds international pour la protection des animaux).
Une signalétique internationale se constitue peu à peu (dont le panneau « Silence hôpital » a été précurseur en France).

## Observatoires
Depuis les années 1990, divers « observatoires du bruit » (routier, ferroviaire, urbain, aérien) ont été créés, notamment près d'aéroports,, mais avec des indicateurs de nuisance sonore variant selon les époques, les pays ou régions, le cycle jour/nuit,, et donc non comparables entre eux.
Certains appareils, improprement dits « radars sonores », permettent de détecter par triangulation les véhicules qui dépassent la limite réglementaire et/ou légale en matière d'émissions sonores. Ce dispositif est équipé d'un capteur sonore et de plusieurs caméras pour identifier les plaques minéralogiques et adresser les motards et automobilistes en niveau sonore excessif par rapport aux normes en vigueur.

## Politique locale
La pollution sonore peut être un enjeu de politique locale, notamment pour les parisiens et pour les franciliens. Pour la ville de Paris, Anne Hidalgo, souhaite réduire la pollution sonore automobile en réduisant la circulation des automobile en transit notamment sur les voies sur Berge, alors que pour la Région île de France, Valérie Pécresse souhaite maintenir une forte circulation automobile dans la ville de Paris avec un changement de type de véhicule pour contribuer au silence et la non pollution avec le remplacement de la motorisation des véhicules.

### Union européenne

Proportion de la population vivant dans des ménages qui considèrent qu'ils souffrent du bruit (en 2010).

Outre une législation sur les sources de bruit émises par les matériels mis en vente, une directive du 25 juin 2002 (no 2002/49/CE) impose aux États et à certaines grandes collectivités et aéroports (accueillant plus de 50 000 mouvements d'avions/an) d'élaborer des cartes et des Plans de prévention du bruit dans l'environnement (PPBE) de manière à évaluer l'exposition au bruit et la limiter par des plans de lutte contre les nuisances sonores. Le 31 mai 2013 La Commission européenne a mis en demeure la France d'y répondre (elle a 6 ans de retard dans la cartographie stratégique du bruit et pour les plans d'actions contre le bruit qui devraient en découler dans le cadre du plan national d'actions contre le bruit élaboré en 2003). La France risque une amende et des pénalités journalières pour un total de plusieurs millions d'euros ».
Un projet européen, dit « Harmonica », porté par Bruitparif et Acoucité, lancé en 2011 pour trois ans vise à créer un indicateur nouveau, proche du ressenti des populations (ce qui n'est pas le cas du LAeq), lisible sur une échelle de 1 à 10, intégrant les pics. Quatre types d'indices seront testés sur huit sites déjà surveillés en Île-de-France et dans l'agglomération lyonnaise à partir de mi-2012. Un indice opérationnel devrait en résulter en 2013, et un site web, www.noiseinue.com, diffusant les résultats de mesure dès 2014.

#### France
Un premier cadre est la loi no 92-1444 du 31 décembre 1992 relative à la lutte contre le bruit (codifiée aux articles L. 571-1 à L. 571-26 du Code de l'environnement), qui vise « dans tous les domaines où il n'y est pas pourvu par des dispositions spécifiques, de prévenir, supprimer ou limiter l'émission ou la propagation sans nécessité ou par manque de précautions des bruits ou des vibrations de nature à présenter des dangers, à causer un trouble excessif aux personnes, à nuire à leur santé ou à porter atteinte à l'environnement ».
En amont le maire peut agir via la maîtrise de l'urbanisme en faisant en sorte de limiter les bruits de voisinage dans les « Plans locaux d'urbanisme » (PLU), ou par des permis de construire adaptés. Son pouvoir de police administrative lui permet de traiter les réclamations justifiées, et d'engager des actions de prévention, avec ou sans police étatisée sur la commune. le Code général des collectivités territoriales (CGCT) (l'article L. 2212-2) confère aux maires : « Le soin de réprimer les atteintes à la tranquillité publique telles que les rixes et disputes accompagnées d'ameutement dans les rues, le tumulte excité dans les lieux d'assemblée publique, les attroupements, les bruits, les troubles de voisinage, les rassemblements nocturnes qui troublent le repos des habitants et tous actes de nature à compromettre la tranquillité publique ». Le maire peut en outre « par arrêté motivé, interdire l'accès de certaines voies ou de certaines portions de voies ou de certains secteurs de la commune aux véhicules dont la circulation sur ces voies ou dans ces secteurs est de nature à compromettre soit la tranquillité publique, soit la qualité de l'air, soit la protection des espèces animales ou végétales, soit la protection des espaces naturels, des paysages ou des sites ou leur mise en valeur à des fins esthétiques, écologiques, agricoles, forestières ou touristiques » (hormis pour des véhicules en mission de service public et de façon permanente pour les véhicules « utilisés à des fins professionnelles de recherche, d'exploitation ou d'entretien des espaces naturels ». Le maire peut soumettre les activités s'exerçant sur la voie publique ou par arrêté motivé, dans les secteurs évoqués ci-dessus, à des prescriptions particulières (ex : conditions d'horaires, d'accès à certains lieux, des niveaux sonores admissibles). Dans les communes disposant d'une police étatisée, elle relève de l'autorité du préfet, sauf pour les troubles de voisinage. Le maire peut solliciter du préfet la fermeture de certains établissements dont l'activité cause un trouble à l'ordre, la sécurité ou la tranquillité publics pour une durée n'excédant pas trois mois (« établissements fixes ou mobiles de vente à emporter d'aliments assemblés et préparés sur place, destinés à une remise immédiate au consommateur ») ou « établissements diffusant de la musique ».
De plus, le Code de la santé publique autorise le maire à intervenir au titre de la police spéciale de la Santé Publique si les bruits sont « de nature à porter atteinte à la santé de l'homme ». Comme Officier de Police Judiciaire (OPJ), il peut constater des faits par procès-verbal à transmettre au Procureur de la République pour décision de justice. Contrairement à une idée reçue, même avant 22 heures, tout bruit gênant peut être sanctionné.
- La loi Grenelle I, issue du grenelle de l'environnement le cite dans les articles 11 (transport) et 36 (pollutions lumineuses et sonores) qui imposent une cartographie des points noirs du bruit, puis pour les points préoccupants une résorption dans les cinq à sept ans. L'amendement sur le renversement de la charge de la preuve impose aux responsables des nouvelles infrastructures de prouver qu'ils ne peuvent pas faire mieux en termes de nuisances sonores (à un coût raisonnable).
- La loi Grenelle II[109] dans son titre V relatif à la maîtrise des risques inclut des dispositions de lutte contre les nuisances sonores (dues aux transports, mais aussi à toutes les sources de bruit dans l'environnement ou de « bruit au quotidien »), en précisant les modalités du contrôle de certaines installations (dont publicitaires) ; il réforme l'Autorité de contrôle des nuisances sonores et aéroportuaires (ACNUSA) qui devient « Autorité de contrôle des nuisances aéroportuaires » en élargissant ses compétences aux nuisances autres que sonores, et en donnant une place plus importante pour les représentants des riverains ainsi qu'une possibilité élargies de saisine de l'autorité par des communes ou des EPCI ; Cette loi impose le respect de plans d'exposition au bruit pour les nouveaux aéroports, réglemente le volume des plages d'écrans publicitaires télévisées (devra être égal à celui des programmes) et impose aux entreprises ferroviaires de « contribuer à la réduction du bruit, en adoptant notamment des dispositifs de freinage de leur matériel roulant ».

Selon le ministère de l'environnement, l'État et les collectivités locales consacrent désormais chaque année environ 240 millions d'euros à ce sujet. Le budget de lutte contre le bruit des infrastructures de transport (dont aéroportuaires) devrait passer de 150 à 450 millions d'euros (dont 137 de l'ADEME) pour 2009-2012. Les amendes contre les compagnies aériennes re présentent une partie infime de cette somme — 3,5 millions d'euros — et leur usage reste inconnu, les victimes de ce bruit n'en bénéficiant pas. Un guide est publié pour les maires en 2009, rappelant les outils et informations les plus utiles pour agir contre les nuisances sonores dues au voisinage.
La norme NFS 30001 définit le bruit comme un « phénomène acoustique produisant une sensation auditive considérée comme désagréable ou gênante. » Une instruction (du 23 juillet 2008 du ministère chargé de l'Écologie) précise comment élaborer des Plans de prévention du bruit dans l'environnement (PPBE) sur les réseaux ferroviaire et routier nationaux (concédé et non concédé), sous l'autorité du préfet de département qui comme les grands aéroports doit veiller à ce qu'une « cartographie du bruit » évalue les zones d'émission et exposition au bruit.
Des « observatoires départementaux du bruit » recueillent des données susceptibles d'aider les acteurs concernés à résorber les « points noirs » en manière de nuisances sonores. Le plan départemental est préparé et accompagné par la DDE (avec phase de consultation publique), sous le contrôle d'un comité national de suivi de l'élaboration des cartes de bruit et des PPBE,.

##### Code du travail
Le décret no 2006-892 du 19 juillet 2006 s'assure que la directive européenne 2003/10/CE du 6 février 2003 sur le bruit au travail s'applique bien en droit français. Une nouvelle section a été[Quand ?] ajoutée dans le code du travail — section X constituée des articles R. 231-125 à R. 231-135 du code du travail français qui remplacent les articles R 232-8 à R 232-129-7.
- Article R. 231-127 du code du travail français[115]. Valeur limite d'exposition : 70 dB(A) (avant 90 dB(A)) - pression acoustique de crête : 140 dB(C). Cette valeur tient compte de l'atténuation assurée par les protecteurs auditifs individuels portés par le travailleur. Valeur d'exposition déclenchant l'action de prévention : 70 dB(A) (avant 85 dB(A)) - pression acoustique de crête : 135 dB(C). Cette valeur ne doit pas tenir compte de l'atténuation assurée par les protecteurs auditifs individuels. Il est précisé également une valeur d'exposition supérieure déclenchant des mesures de prévention complémentaires qui est fixée à 85 dB(A) ou 137 dB(C) de pression acoustique de crête.
- Article R. 231-128[116] à R. 231-133 du code du travail français[117] : Obligation à la charge de l'employeur les principes généraux de prévention sont respectés (art. L. 230-2 du code du travail français), les protections individuelles sont une mesure de dernier recours. L'employeur effectue un mesurage tous les cinq ans et en cas de besoin. Quand les valeurs d'exposition atteignent 85 dB(A) : l'employeur met en place un programme technique ou organisationnel pour la réduction de l'exposition. Les lieux sont balisés et l'accès est limité dans la mesure du possible. Le personnel particulièrement sensible au bruit fera l'objet de mesures particulières en liaison avec le médecin du travail (femmes enceintes, toxiques chimiques pour l'ouïe…). À partir de 70 dB(A), l'employeur doit fournir des protections auditives individuelles et s'assurer qu'elles sont effectivement portées.
- Article R. 231-34 du code du travail français[118] : surveillance médicale. Si le bruit dépasse 80 dB(A) et que l'évaluation des risques montre un risque pour la santé, le travailleur peut bénéficier, à sa demande ou à la demande du médecin du travail, d'un examen audiométrique préventif. Quand la surveillance des salariés identifie une altération de l'ouïe, le médecin du travail apprécie la relation avec le milieu du travail et le travailleur est informé. Si le lien avec le travail est avéré, l'employeur doit revoir l'évaluation des risques et les mesures de prévention contre le bruit.
- Article R. 231-135 du code du travail français[119] : dérogations. Il existe une possibilité de dérogation à ces articles (nature des travaux, risque lors du port des protections. L'inspection du travail accorde ces dérogations. L'employeur doit justifier les circonstances de cette demande de dérogation avec l'avis du CHSCT, des délégués du personnel et du médecin du travail. La dérogation est accompagnée de garanties minimums pour assurer la sécurité du personnel. Elle est d'une durée de un an renouvelable. Une place est faite dans le décret pour les musiciens et le personnel travaillant dans le bruit qui est destiné à divertir qui bénéficient d'un délai jusqu'au 13 février 2008 pour appliquer ce décret. Les nuisances acoustiques ou vibratoires des chantiers de construction/déconstruction, entretien sont un cas particulier (pour le personnel et pour les riverains). Un guide[120] (2013) du CNB vise à aider les acteurs à évaluer les risques de gêne ou de dommage et à prendre des mesures dès la conception du chantier et lors de consultation des entreprises (DCE)[121].

##### Bruit au travail
Certains métiers exposent ceux qui les pratiquent à des niveaux sonores importants ou gênants. L'employeur doit mettre en œuvre des protections collectives et le cas échéant individuelles (Protecteurs Individuels Contre le Bruit ou PICB) de type bouchons d'oreille, casque, serre-tête, bouchons moulés sur mesure, etc.
Le niveau réel de protection de ces équipements, même quand il est correctement utilisé, varie selon le type de bruit et d'activité. Il est généralement surestimé. Les conditions de travail ou une mauvaise utilisation des PICB diminuent souvent leur efficacité de 5 à 15 dB. L'INRS a donc proposé une méthode et un outil téléchargeable d'estimation du niveau sonore réellement perçu par les salariés qui portent des protecteurs antibruit. En France, la loi impose une valeur limite d'exposition (VLE) fixée à 87 dB(A) pour 8 heures (avec ou sans protection acoustique individuelle). Le travail en bureau, ou d'accueil ; en plateaux ouverts ou open-space peut aussi être une source de stress et fatigue auditifs. Un salarié sur deux se plaint du bruit. Une norme (NF S 31-80) établit le mode de mesure d'exposition au bruit en milieu de travail. Elle sera étendue aux bureaux et espaces associés à partir de 2010-2011. L'insonorisation et l'isolation acoustique peuvent améliorer la situation.
Les industries du papier, du bois et de la chaudronnerie sont également touchées par les nuisances sonores au travail. De nombreuses machines dont les émissions sonores (notamment dues aux fréquences aigües) placent les opérateurs en situation de traumatisme auditif, impliquant qu'ils doivent être protégés par le biais de la mise en œuvre de capotages acoustiques des machines.

##### Bruit lié aux transports
Il doit être évalué dès l'étude d'impact et présenté lors de l'enquête publique pour tous les projets routiers, ferroviaires, portuaires, aéroportuaires, etc. soumis à la réglementation, c'est-à-dire présentant certaines caractéristiques et/ou dépassant un certain seuil de coût. Les études et les mesures compensatoires et d'atténuation portant sur le bruit peuvent intégrer le mur anti-bruit, la chaussée absorbant une partie du bruit et le limitant, le ralentissement ou détournement de la circulation, etc.). Des cartes de bruit. Elles peuvent notamment être utiles à la cartographie des corridors biologiques et à la détermination des « points noirs » de la trame verte et bleue.
Les véhicules (dont les avions civils) ne doivent pas émettre plus de bruit que ce qu'autorise la loi, sous peine d'amende. En ce qui concerne les véhicules à moteur, l'arrêté du 13 avril 1972 modifié fixe les limites du volume sonore émis. L'arrêté du 18 juillet 1985 détermine les modalités de mesure du volume sonore lors d'un contrôle routier. Il reste toutefois difficile à mettre en œuvre dans les zones urbaines, et de ce fait rarement utilisé.
Code de la route (article R-318-3) précise que l'immobilisation peut être prescrite dans les conditions prévues aux articles L. 325-1 à L. 325-3. L'article L. 325-1 (modifié par la loi 2013-431 du 28 mai 2013) précise notamment que à la demande du maire ou de l'officier de police judiciaire, même sans l'accord du propriétaire, le véhicule peut être immobilisé, mis en fourrière et le cas échéant livrés à la destruction.
Néanmoins, des sonomètres sont parfois utilisés par les forces de l'ordre. Le niveau de bruit établi par le constructeur d'un véhicule pour un régime moteur donné ne doit alors pas excéder 5 dB. Une limite suffisamment élevée pour reléguer l'instrument de mesure dont est parfois dotée la police municipale au rang de simple « gadget ».
Certains élus considèrent également qu'il est possible de baisser les impôts locaux des riverains qui subissent les nuisances sonores des activités organisées par les autorités publiques.

#### Belgique
Le 13 novembre 2015, le mouvement « Pas question » a attaqué en justice l'État fédéral belge pour provocation de nuisances sonores au mépris de la réglementation européenne et régionale.
En 2016, la Belgique connaît un désaccord qui oppose d'une part la Région de Bruxelles-Capitale qui souhaite sanctionner les compagnies aériennes qui dépassent les seuils réglementaires, et d'autre part la Région Flamande, qui veut que les avions survolent Bruxelles plutôt que la Flandre (l'aéroport de Bruxelles étant situé à Zaventem, commune flamande située en périphérie de la ville de Bruxelles, néanmoins hors de la région capitale),,.

### Suisse
Depuis fin 1986, une Ordonnance sur la protection contre le bruit (OPB) applique la Loi fédérale sur la protection de l'environnement (LPE) dans le domaine des nuisances et de la gêne sonores. Elle vise en particulier la limitation de production de bruit extérieur, les particularités de l'aménagement dans les zones exposées, l'isolation des bâtiments et la détermination des émissions. Elle ne concerne pas la protection sur les exploitations bruyantes, ni les ultrasons ou les infrasons.
De plus, la Suisse a ratifié la Convention d'Aarhus en 2014.

### Égypte
En 2007, le Centre national de recherche égyptien a constaté que le niveau sonore moyen au centre du Caire atteignait 90 décibels, sans jamais descendre en dessous de 70 décibels. Les limites de bruit établies par la loi en 1994 ne sont pas appliquées. En 2018, l'Indice mondial de l'audition a classé Le Caire comme la deuxième ville la plus bruyante au monde.

### Inde
La pollution sonore est un problème majeur en Inde. Le gouvernement indien dispose de règles et de réglementations contre les pétards et les haut-parleurs, mais leur application reste extrêmement laxiste. Awaaz Foundation est une organisation non gouvernementale en Inde qui travaille depuis 2003 à lutter contre la pollution sonore provenant de diverses sources grâce à des actions de plaidoyer, des recours juridiques d'intérêt public, des campagnes de sensibilisation et des programmes éducatifs. Malgré un renforcement accru des lois et une application plus stricte dans les zones urbaines, les zones rurales restent encore touchées.

### Suède
La question de la réduction des émissions sonores sans nuire excessivement à l'industrie constitue un problème majeur dans la gestion environnementale en Suède aujourd'hui. L'Autorité suédoise de l'environnement de travail a fixé une valeur limite d'exposition sonore à 80 dB pour une durée maximale de huit heures. Dans les lieux de travail où il est nécessaire de pouvoir converser confortablement, le niveau sonore de fond ne doit pas dépasser 40 dB. Le gouvernement suédois a mis en place des mesures d'insonorisation et d'absorption acoustique, telles que des barrières anti-bruit et des dispositifs de contrôle actif du bruit.

### Royaume-Uni
Selon des données compilées par Rockwool, fabricant d'isolants en laine minérale, à partir des réponses des autorités locales à une demande formulée dans le cadre de la loi sur la liberté d'information (FOI), les conseils municipaux du Royaume-Uni ont reçu 315 838 plaintes concernant les nuisances sonores provenant de résidences privées sur la période d'avril 2008 à 2009. Cela a conduit les agents de santé environnementale du Royaume-Uni à émettre 8 069 avis ou citations de réduction de bruit en vertu de l'Anti-Social Behavior (Scotland) Act. Au cours des 12 derniers mois, 524 confiscations d'équipements ont été autorisées, impliquant la saisie d'enceintes puissantes, de chaînes hi-fi et de téléviseurs. Le conseil municipal de Westminster a enregistré le plus grand nombre de plaintes par habitant au Royaume-Uni, avec 9 814 réclamations liées au bruit, soit 42,32 plaintes pour mille habitants. Huit des dix premiers conseils classés par plaintes pour 1 000 résidents se trouvent à Londres.

### États-Unis
Le Noise Control Act de 1972 a établi une politique nationale américaine visant à promouvoir un environnement exempt de bruit nuisible à la santé et au bien-être des citoyens. Par le passé, l’Environmental Protection Agency (EPA) coordonnait toutes les activités fédérales de contrôle du bruit via son Office of Noise Abatement and Control. En 1982, le financement de cet office a été supprimé dans le cadre d'un changement de politique, transférant la responsabilité principale de la régulation du bruit aux gouvernements des États et aux collectivités locales. Cependant, le Noise Control Act de 1972 et le Quiet Communities Act de 1978 n'ont jamais été abrogés par le Congrès et restent techniquement en vigueur, bien que sans financement.
L’Institut national pour la sécurité et la santé au travail (NIOSH), au sein des Centers for Disease Control and Prevention (CDC), étudie l’exposition au bruit dans les milieux professionnels. Il recommande une limite d’exposition (REL) pour une moyenne pondérée sur 8 heures (TWA) de 85 dB(A), et une limite pour les bruits impulsifs (comme les bangs ou les collisions) de 140 dB(A),. Ces recommandations, publiées pour la première fois en 1972 (puis révisées en juin 1998), incluent des outils de mesure, des programmes de prévention de la perte auditive et des besoins de recherche pour prévenir les pertes auditives liées au bruit professionnel.
L’Occupational Safety and Health Administration (OSHA), relevant du Département du Travail, établit des normes contraignantes pour protéger les travailleurs contre les dangers liés au bruit au travail. La limite d’exposition permise (PEL) est fixée à une moyenne pondérée dans le temps (TWA) de 90 dB(A) pour une journée de travail de huit heures,. Cependant, dans les industries manufacturières et de services, si le TWA dépasse 85 dB(A), les employeurs doivent mettre en place un programme de conservation de l’audition.
L’Administration fédérale de l’aviation (FAA) réglemente le bruit des aéronefs en spécifiant les niveaux sonores maximums que les avions civils peuvent émettre, en se basant sur des normes de certification acoustique. Ces normes sont définies dans le Code of Federal Regulations (CFR) Titre 14, Partie 36 – Normes acoustiques : certification des types d’aéronefs et de navigabilité (14 CFR Part 36). La FAA collabore également avec la communauté aéronautique pour contrôler le bruit des avions et a mis en place un processus de signalement pour les personnes affectées par ce bruit,.
L’Administration fédérale des routes (FHWA) a élaboré des réglementations pour contrôler le bruit routier, conformément au Federal-Aid Highway Act de 1970. Ces réglementations fixent des critères pour les niveaux sonores du trafic en fonction des usages des terrains et décrivent les procédures pour atténuer le bruit des routes et des chantiers.
Le Département du Logement et du Développement urbain (HUD) a établi des normes minimales décrites dans 24 CFR Part 51, Subpart B, pour protéger les citoyens contre les bruits excessifs dans leur environnement et leurs résidences. Par exemple, tous les sites exposés à un niveau sonore moyen jour-nuit (DNL) supérieur à 65 dB sont considérés comme des zones affectées par le bruit. Les zones où les niveaux DNL sont compris entre 65 et 75 dB sont qualifiées de « normalement inacceptables », et des mesures d’atténuation doivent y être mises en œuvre. Les zones où le DNL dépasse 75 dB sont jugées « inacceptables » et nécessitent l’approbation du Secrétaire adjoint au développement communautaire et à la planification.
Le Bureau des statistiques des transports (BTS) du Département des Transports a créé une carte nationale permettant d’accéder à des données complètes sur le bruit des avions et des routes, au niveau national et des comtés. Cet outil vise à aider les urbanistes, les élus, les chercheurs et les résidents à accéder à des informations actualisées sur le bruit.
Les gouvernements des États et des collectivités locales possèdent généralement des lois spécifiques concernant les codes du bâtiment, la planification urbaine et le développement des routes. Ces lois varient considérablement d'une municipalité à l'autre, et certaines villes n'en disposent pas du tout. Une ordonnance peut contenir une interdiction générale des nuisances sonores ou définir des limites spécifiques pour le niveau sonore autorisé à certains moments et pour certaines activités. Les lois classent le son en trois catégories :
- Le bruit ambiant, correspondant au niveau sonore global d’un environnement donné.
- Le bruit continu, qui peut être stable ou fluctuant mais persiste pendant plus d’une heure
- Le bruit variant de manière cyclique, qui peut être stable ou fluctuant mais se répète à intervalles réguliers[155].

La ville de New York a adopté le premier code complet sur le bruit en 1985. Le Code du bruit de Portland inclut des amendes pouvant atteindre 5 000 $ par infraction et sert de modèle pour d’autres grandes villes des États-Unis et du Canada.